# Adenozin trifosfat
Adenozintrifosfatul este o nucleozidă trifosforilată (fiind compus din trifosfat, adenină și riboză) și este un element constitutiv al macromoleculelor de ADN și ARN. Este acumulatorul de energie necesară celulei, deoarece este implicat în transformarea energiei reacțiilor biochimice celulare conform cu necesitățile metabolice. Sensul reacțiilor biochimice nonspontane poate fi inversat prin cuplaj energetic cu desfacerea/hidroliza adenozintrifosfatului care este favorabilă energetic. 

## Biosinteză
Este generat prin glicoliză, ciclul Krebs și fotofosforilare.
În funcție de necesarul de ATP este reglat ritmul ciclului Krebs și al celorlalte procese generatoare.

## Rol metabolic
Este folosit în procesele de contracție musculară, transport activ și în general în procesele fiziologice consumatoare de energie (endergonice), de exemplu tonus muscular, producerea impulsului nervos, etc.